# زيغود يوسف (بلدية)
زيغود يوسف هي إحدى بلديات ولاية قسنطينة تقع في الشّمال الشّرقي من الولاية سميت بهذا الاسم نسبة إلى الشّهيد «زيغود يوسف» تبعد عن عاصمة الولاية بـ 25 كلم ويبلغ عدد سكانها حوالي 44.486 نسمة وهذا تبعا لإحصاء (2008)، أنشأت كبلدية قديما على ضفاف وادي السمندو منه اشتق اسمها الأول.
صدر سنة 1850 مرسوم أمر تأسيس مركز إعمار تحت تسمية كون دو سمندو أي مخيم سمندو وهي التسمية التي حُرفَت بالتداول بين الأفواه والآذان لتصبح كوندي سمندو نسبة لقائد في الجيش الفرنسي كوندي أوليفييه. في سنة 1861 صدر مرسوم عن حاكم الجزائر يقضي بجعل مركز الإعمار كوندي سمندو بلدية تتمتع بكل سلطاتها. وهي مدينة تاريخية وثورية من الدّرجة الأولى. وهي من أقد م بلديات الوطن تعتبر من بين المناطق الزّراعية في الجزائر يمر بها الطّريق السّريع شرق غرب والطريق الوطني رقم 03.
يوجد بها أطول جسر للقطارات في أفريقيا تمتاز بلونها الأخضر خاصة في فصل الربيع توجد بها مناظر رائعة.
من أشهر اعلامها الشهيد البطل زيغود يوسف والشيخ بوشريحة بولعراس ويرأس مجلسها البلدي حاليا «بشير عيدوسي» كما أن البلدية تحتوي على ثانوية ومتقن وخمسة متوسطات والعديد من الابتدائيات كما تحتوي على ملعبين بلديين كبيرين رمليين وخمسة ملاعب صغيرة اسمنتية وعلى العديد من المرافق الترفيهية
وكما اشير سابقا إلى ان المدينة ثورية فنشير إلى وقوع عدة معارك بين المجاهدين والمستعمر الغاشم من بينها معركة بوكركر الشهيرة.كذلك هجومات 20 اوت 1955 والتي انطلقت من هذه المدينة لتتوهج فاتحة الحصار عن منطقة الاوراس ومحبطة للمخطط الاستعماري الذي كاد ان يجهض الثورة لولا ابن المدينة الشهيد زيغود يوسف المغوار.و بهامسقط رأس الكاتب الجزائري كاتب ياسين وهي المدينة التي ترعرع فيها قائد الاركان الجزائري أحمد قايد صالح

## التاريخ
تمركز الجيش الفرنسي ونصب مخيمه (بعد اجتياح الجزائر) نحو سنة 1847 على ضفاف وادي السمندو. ليصدر سنة 1850 مرسوم أمر تأسيس مركز إعمار تحت تسمية كون دو سمندو أي مخيم سمندو وهي التسمية التي حُرِفت بالتداول بين الأفواه والآذان لتصبح كوندي سمندو نسبة لقائد في الجيش الفرنسي كوندي أوليفييه. في سنة 1861 صدر مرسوم عن حاكم الجزائر يقضي بجعل مركز الإعمار كوندي سمندو بلدية تتمتع بكل سلطاتها. لقد مرت المنطقة بإرهاصات كبيرة إبان ثورة التحرير. وكما سبق ذكره فإن المدينة ثورية وتجدر الإشارة إلى وقوع عدة معارك بين المجاهدين والمستعمر الغاشم، من بينها معركة بوكركر الشهيرة. وكذلك هجومات 20 اوت 1955 والتي انطلقت من هذه المدينة لتتوهج فاتحة الحصار عن منطقة الاوراس ومحبطة للمخطط الاستعماري الذي كاد ان يجهض الثورة لولا ابن المدينة الشهيد زيغود يوسف المغوار.

## الإدارة
منذ الحكم الفرنسي (1830 - 1962) ضلت البلدية تابعة لمقاطعة قسنطينة، ثم بعد الاستقلال ضلت بلدية تابع لولاية قسنطينة إلى غاية التقسيم الإداري لسنة 1974 والذي أصبحت فيه بلدية جديدة في ولاية سكيكدة (60 كم عن مركز الولاية). لتتم استعادتها لولاية قسنطينة في التقسيم الإداري لسنة 1984. وتصبح دائرة أم لستة (06) بلديات: زيغود يوسف، ديدوش مراد، حامة بوزيان، بني حميدان، ابن زياد، مسعود بوجريو (عين كرمة سابقاً). حالياً، هي دائرة تضم بلديتي زيغود يوسف وبني حميدان.

## الدراسة
إن البلدية تحتوي على:
- ثانوية بولمعيز علي
- متقن جابر بن حيان
- خمسة متوسطات والعديد من الابتدائيات.

## المساجد ببلدية زيغود يوسف
يوجد في بلدية زيغود يوسف 12 مساجد مسجد عقبة بن نافع - الذي يتراآ من على بعد كيلومترات من مداخل المدينة، وأقدمها مسجد العتيق الامام علي الثعالبي؛ ومسجد أحمد بن تيمية وثلاثة مساجد جديدة: الأول «مسجدالخلفاء الراشدين» والثاني «مسجد السلام» والثالث «مسجد اسد بن فرات» وفي كل قرية مسجد وهي: مسجد أبي بكر الصديق بقرية قصر النعجة؛ مسجد معاذ بن جبل بقرية سداح؛ مسجد الهجرة بقرية بن جدو؛ مسجد عبد الحميد بن باديس بقرية ميهوبي؛ مسجد أبي هريرة بقرية الدغرة ومسجد في طور الإنجاز خالد بن الوليد بقرية سيدي لخضر

## الاقتصاد
تعتبر من بين المناطق الزّراعية في الجزائر، يمر بها الطّريق السّريع شرق غرب والطريقين الوطنيين رقم 03 ورقم 27. يوجد بها أطول جسر للقطارات في أفريقيا تمتاز بلونها الأخضر خاصة في فصل الربيع توجد بها مناظر رائعة.